# Lauren Southern
Lauren Cherie Southern, née en 1995 à Surrey en Colombie-Britannique au Canada, est une militante politique d'extrême droite alt-right et vidéaste Web libertarienne,.
Southern a travaillé chez The Rebel Media (en), média en ligne canadien, avant de devenir indépendante à partir de mars 2017.

## Biographie
Lauren Cherie Southern naît en 1995 à Surrey en Colombie-Britannique au Canada.
Elle a la double nationalité canadienne et australienne, commençant par 2020.

### Études
Lauren Southern a étudié les sciences politiques à l'Université de la Vallée de Fraser mais n'a suivi que deux ans d'études et n'a pas reçu de diplôme. Quant à la raison pour laquelle elle a abandonné ses études, elle a déclaré que c'était un gaspillage d'argent et de temps que de payer pour avoir la connaissance qu'elle pouvait acquérir en se débrouillant seule.

## Positions politiques
Lauren Southern est décrite par les médias comme étant de droite, ; elle est, le plus souvent, associée à l'extrême droite, ou plus précisément à l'« alt-right »,.
En 2015, Lauren Southern est candidate du Parti libertarien du Canada, dans la circonscription de Langley—Aldergrove de Colombie-Britannique, lors des élections fédérales canadiennes de 2015. À l'issue du scrutin national, elle remporte 0,9 % des suffrages exprimés (535 votes sur son nom pour un total de 60 100 bulletins de vote enregistrés), le siège de député fédéral à pourvoir revenant à Mark Warawa du Parti conservateur du Canada,.
Southern s'oppose à l'idée qu'il y ait plus de deux genres. En 2017, elle publie une vidéo mettant en avant l'idée du « grand remplacement », un concept forgé par l'auteur français Renaud Camus et récupéré par les suprémacistes blancs et les nationalistes blancs. Elle aussi est une partisane du nationalisme ethnique.
Après avoir embrassé le style de vie promu par le mouvement tradwife, elle le remet en question, disant avoir conséquemment subi des abus dans son mariage et avoir rencontré des difficultés en tentant de suivre les principes traditionnels de la droite. Elle révèle la descente aux enfers qui l'a conduit à remettre en question le mouvement tradwife dans un livre en juillet 2025.

## Militantisme
En juin 2015, Lauren Southern, brandissant une affiche sur laquelle il est écrit « Il n'y a pas de culture du viol en Occident », couvre une manifestation féministe du SlutWalk de Vancouver pour The Rebel Media (en), un site web d'extrême droite spécialisé dans le commentaire politique et de faits de société,.
En avril 2017, à Berkeley (Californie), en marge d'un rassemblement au cours duquel des centaines de manifestants pro et anti-Trump se sont affrontés, Lauren Southern, parmi d'autres intervenants, prononce, sous la protection de membres des Proud Boys, un discours dans lequel elle se moque des évolutions sociétales, des médias et de la personnalité médiatique Kim Kardashian,.
En juillet 2017, Lauren Southern est bloquée au canal de Suez par les autorités égyptiennes. Elle se trouvait sur le navire C-Star, affrété par les organisations d'extrême droite Génération identitaire. Ce chalutier est destiné à empêcher les migrants de traverser la Méditerranée pour rejoindre l'Europe.
En novembre 2018, Lauren Southern présente, sur son compte Twitter, une séquence vidéo dans laquelle elle commente un reportage réalisé en caméra cachée par un tiers. Dans celui-ci, la directrice d'Advocates abroad, une ONG américaine qui se donne pour but d'informer de leurs droits les migrants arrivant en Europe via la Grèce, explique, selon Southern, comment elle « coache » les migrants afin qu'ils se conforment, quitte à mentir, aux réponses attendues par les agents chargés du contrôle aux frontières. Une version des faits contestée par l'Organisation mondiale contre la torture, qui déplore qu'après la diffusion de la vidéo, les volontaires de l'ONG et sa directrice ont reçu des dizaines de milliers de menaces de viol et de mort.
D'après le magazine Vanity Fair, sa percée au sein d'une frange de l'extrême droite répond à une stratégie marketing : « Avec le même physique de Barbie que ses consœurs américaines, des photos dignes des meilleures instagrammeuses lifestyle et des vidéos plébiscitées par une audience qui partage ses idées, Southern a trouvé sa voie en alliant divertissement et promotion d’idées ultra-conservatrices ».
Elle est une collaboratrice de Tenet Media, que la justice américaine accuse de faire partie d'une opération de propagande russe.

## Controverses
En mars 2018, Lauren Southern, en route vers l'Angleterre pour rejoindre Tommy Robinson,, est arrêtée à Coquelles, en France, par des gardes frontières britanniques. La youtubeuse canadienne se voit interdire l'entrée sur le sol anglais. Un mois plus tôt, elle avait distribué à Luton, dans le nord du pays, des tracts blasphématoires envers l'islam, selon elle, pour voir ce qui se passe quand un militant célèbre la diversité LGBT au sein de la communauté islamique. Lauren Southern déclare que le ministère de l'intérieur britannique l'a bannie à vie pour avoir distribué des tracts racistes. Un représentant du ministère indique que la police des frontières a le droit de refuser l'entrée d'une personne si sa présence au Royaume-Uni est considérée comme dommageable à l'intérêt général,,.

## Publications

### Documentaires

#### Farmlands
En juin 2018, Lauren Southern publie sur YouTube Farmlands, un reportage qu'elle a réalisé en Afrique du Sud pour rendre compte de meurtres de fermiers blancs,,.

### Ouvrages
En 2016, Lauren Southern publie, sur la plateforme d'auto-édition d'Amazon, CreateSpace, Barbarians: How Baby Boomers, Immigrants, and Islam Screwed My Generation. Selon le Southern Poverty Law Center, l'ouvrage constitue un florilège d'affirmations faisant implicitement référence aux thématiques socio-politiques propres à l'extrême droite (anti-multiculturalisme, opposition à l'immigration et à l'islam, etc.).